# Yuxarı Çəmənli
Yuxarı Çəmənli è un comune dell'Azerbaigian situato nel distretto di Beyləqan. Conta una popolazione di 514 abitanti.